# دوم ۲: دوزخ روی زمین
«دوم ۲: دوزخ روی زمین» (انگلیسی: Doom II: Hell on Earth) یک بازی ویدئویی در سبک تیراندازی اول شخص است که توسط GT Interactive Software و در سال ۱۹۹۴ منتشر شد. «دوم ۲: دوزخ روی زمین» در پلت‌فرم‌های گیم بوی ادوانس، رایانه خانگی، نکست، داس، و مایکروسافت ویندوز منتشر شده‌است.

## خلاصه داستان
بعد از وقایع بازی Doom، بازیکن دوباره نقش سرباز (Doomguy) را بر عهده می‌گیرد. پس از شکست دادن Spider Mastermind، سرباز درمی‌یابد که هیولاها دریچه‌ای به سمت زمین باز کرده‌اند. وقتی به زمین بازمی‌گردد، متوجه می‌شود که زمین نیز مورد حمله هیولاها قرار گرفته و میلیاردها نفر کشته شده‌اند.
بازماندگان انسانی نقشه‌ای برای ساخت فضاپیماهای عظیم کشیده‌اند تا باقی‌مانده انسان‌ها را به فضا منتقل کنند. متأسفانه تنها پایگاه فضایی زمین توسط هیولاها تصرف شده و آنها مانع انرژی‌ای دور آن ایجاد کرده‌اند که از پرواز هرگونه فضاپیما جلوگیری می‌کند. سرباز با هجوم هیولاها می‌جنگد و موفق می‌شود میدان نیرو را غیرفعال کند، به بقیه انسان‌ها اجازه فرار می‌دهد. پس از فرار همه بازماندگان، سرباز تنها انسان باقی‌مانده روی زمین است.
درست وقتی که برای پذیرفتن مرگ می‌نشیند - با این فکر که بشریت را نجات داده - پیامی از بازماندگان در مدار دریافت می‌کند. آنها منبع حمله نیروهای جهنم را کشف کرده‌اند: پایگاه شیطانی درست در مرکز زادگاه خود سرباز قرار دارد. او از میان شهر می‌جنگد تا به پایگاه می‌رسد، اما می‌بیند راهی برای متوقف کردن حمله از این سمت وجود ندارد. تصمیم می‌گیرد از دروازه عبور کند تا شاید از سمت دیگر بتواند آن را غیرفعال کند، و به جهنم وارد می‌شود.
پس از نبرد با خیل هیولاهای جهنم، سرباز به بزرگترین هیولایی که تا به حال دیده می‌رسد: Icon of Sin (بافومت). با شلیک راکت به مغز بی‌حفاظ آن، این هیولا را می‌کشد. مرگ Icon of Sin باعث ویرانی جهنم می‌شود و دروازه به زمین بسته می‌شود. سرباز با خود فکر می‌کند حالا که جهنم نابود شده، آدم‌های شرور پس از مرگ به کجا خواهند رفت؟ و با این فکر که بازسازی دنیا از نجات آن هم جالب‌تر خواهد بود، سفر بازگشت به خانه را آغاز می‌کند.